# Tria de Baïsa
Tria de Baïsa (occità) o Trie-sur-Baïse (francès) és un municipi francès, al departament dels Alts Pirineus i a la regió d'Occitània.

## Demografia
| 1962                                       | 1968  | 1975  | 1982  | 1990  | 1999  | 2007  |
| ------------------------------------------ | ----- | ----- | ----- | ----- | ----- | ----- |
| 1.150                                      | 1.175 | 1.096 | 1.075 | 1.011 | 1.034 | 1.109 |
| Des de 1962: població sense dobles comptes |       |       |       |       |       |       |

## Llista d'alcaldes
| Període   | Nom            | Partit |
| --------- | -------------- | ------ |
| 2001-2008 | Jacques Aubian |        |
| 2008-     | Maryse Maumus  |        |